# Saxtjärnen, Medelpad
Saxtjärnen är en sjö i Ånge kommun i Medelpad och ingår i Ljungans huvudavrinningsområde. Sjön har en area på 0,15 kvadratkilometer och ligger 424,4 meter över havet. Sjön avvattnas av vattendraget Lillån. Vid sjön ligger byn Saxen.

## Delavrinningsområde
Saxtjärnen ingår i det delavrinningsområde (691243-152663) som SMHI kallar för Utloppet av Saxtjärnen. Medelhöjden är 442 meter över havet och ytan är 1,12 kvadratkilometer. Det finns inga avrinningsområden uppströms utan avrinningsområdet är högsta punkten. Lillån som avvattnar avrinningsområdet har biflödesordning 3, vilket innebär att vattnet flödar genom totalt 3 vattendrag innan det når havet efter 104 kilometer. Avrinningsområdet består mestadels av skog (75 procent). Avrinningsområdet har 0,15 kvadratkilometer vattenytor vilket ger det en sjöprocent på 13,1 procent.